# Day of Infamy
Day of Infamy ist ein 2017 veröffentlichter taktischer Mehrspieler-Ego-Shooter des US-amerikanischen Entwicklers New World Interactive, der den Zweiten Weltkrieg in Europa thematisiert.

## Spielprinzip
Schlachtfelder sind die sizilianische Küste, italienische Städte, belgische Wälder, Nordfrankreich und Deutschland. Dabei wird versucht, das Gameplay authentisch umzusetzen. Kommunikation mit Kameraden erfolgt durch Schlachtrufe, die wiederum auch vom Feind im Spiel gehört werden können. Um Artillerieschläge anzufordern, braucht es einen Offizier und einen Funker. Grundsätzlich ist das Zusammenspiel innerhalb der Teams wichtig.
Der Schwierigkeitsgrad „Commando“ bietet eine zusätzliche Herausforderung im kooperativen Spielmodus mit noch weiter reduzierten HUD-Elementen, eingeschränkter Artillerieunterstützung und stärkeren Computergegnern.

## Entwicklung
Day of Infamy entstand als Total-Conversion-Mod von Insurgency auf Grundlage der Source-Engine und wurde später, zunächst im Early Access, als eigenständiges Spiel veröffentlicht. Vorbild war dabei die Half-Life-Mod Day of Defeat und wie ebendiese erhielten die Entwickler von Day of Infamy das Einverständnis und die Unterstützung von Engine-Entwickler und Rechteinhaber Valve.
Im Juli 2016 wurde Day of Infamy via Steam im Early Access und am 23. März 2017 offiziell veröffentlicht. Zu diesem Zeitpunkt waren zehn Karten enthalten. Im Mai 2017 wurden dem Spiel australische Truppen als vierte spielbare Fraktion und das Szenario Rhineland hinzugefügt. Im Juli 2017 wurden begleitend zum Kinostart von Dunkirk die Szenarien Dunkirk und Bréville veröffentlicht, wobei ersteres die Evakuierung von Dünkirchen thematisiert.

## Rezeption
Wertungsaggregator Metacritic fasste zehn Urteile der Computerspielpresse zu einer „allgemein positiven“ Gesamtwertung von 77 aus 100 Punkten zusammen. Laut OpenCritic würden 54 Prozent der Kritiker das Spiel empfehlen.
GameStar kritisierte die hakelige Steuerung. Das Vorbild Day of Defeat steuere sich deutlich direkter. Die Karten und Spielmodi zeigen viele gute Ansätze. Der Fokus auf den Realismus verleihe dem Spiel-Komplexität und Tiefe im Vergleich zum geistigen Vorgänger. Mit modernen Shootern wie Rainbow Six: Siege könne es nicht mithalten. Jedoch müsse angemerkt werden, dass die Spielerschaft bei Steam mehrheitlich sehr positive Bewertungen vergab.
MMOs.com lobte das Spiel für authentische Waffen und Ausrüstung, ein realistisches Schadensmodell, gelungene Grafik und visuelle Effekte und das teambasierte Gameplay. Negativ fielen dagegen wenig abwechslungsreiche Schussgeräusche, ein fehlendes Matchmaking-System und eine steile Lernkurve auf.
VG247 ordnet das Spiel aufgrund seiner simulativen Ansätze als „Hardcore-Shooter“ ein und zählt es zu den besten mit Setting im Zweiten Weltkrieg. Das Spiel sei unter Fans des Genres für seine authentische Waffendarstellung bekannt.